# Anthurium sparreorum
Anthurium sparreorum är en kallaväxtart som beskrevs av Thomas Bernard Croat. Anthurium sparreorum ingår i släktet Anthurium och familjen kallaväxter. Inga underarter finns listade.